# Чарлз Лайъл
Сър Чарлз Лайъл (на английски: Charles Lyell; 14 ноември 1797 – 22 февруари 1875) е шотландски юрист, геолог и защитник на униформизма. Той е най-изтъкнатият геолог на времето си. Оказва влияние върху развитието на младия Чарлз Дарвин.
Неговите научни постижения включват обясняването на земетресенията, теорията на постепенното построяване на вулканите и разделянето на периода терциер на плиоцен, миоцен и еоцен. Той въвежда и използваните в днешно време имена на геоложките ери палеозой, мезозой и неозой. Следвайки деистичните традиции, той предпочита идеята за безкрайно дълга възраст на Земята, въпреки геоложките доказателства, сочещи към голяма, но крайна възраст.

## Биография
Лайъл е роден в богато семейство на 14 ноември 1797 г. в родовото им имение близо до Киримюър в Ангъс, Шотландия. Той е най-голямото от десет деца. Баща му е ботаникът Чарлз Лайъл. Именно той показва на сина си науката за природата. Дядото на Лайъл е направил семейството богато, доставяйки стоки на Кралските военноморски сили в Монтроуз. Второто жилище на семейството се намира в напълно различна географска и екологична област – Лайъл прекарва голяма част от детството си в Ню Форест, Хампшър, Англия.
През 1816 г. Лайъл започва да учи в колежа Ексетър към Оксфордския университет, където присъства на лекциите на Уилям Бъкланд. Завършва бакалавърска степен по изкуства с отличие през декември 1819 г., а през 1812 г. получава и магистърска степен. След като завършва, той приема правото като професия. Потегля на обиколка из селските райони на Англия, в хода на която успява да наблюдава геоложки феномени. През 1821 г. той присъства на лекциите на Робърт Джеймсън в Единбург и посещава Гидеон Мантел в Луис, Съсекс. През 1823 г. е избран за секретар на Геологическото дружество на Лондон. Докато зрението му започва да се влошава, той се обръща към геологията като професия на пълно работно време. Първият си труд на тези тема той представя през 1822 г. – On a recent formation of freshwater limestone in Forfarshire. Към 1827 г. той вече напълно е изоставил правото и се е отдал на геоложка кариера, която ще му спечели слава и общото приемане на униформизма чрез доразвиване на идеите, предложени от Джеймс Хътън няколко десетилетия по-рано.
През 1832 г. Лайъл се жени за Мери Хорнър, дъщеря на геолога Леонард Хорнър (1785 – 1864), който също е свързан с Геологическото дружество на Лондон. Младоженците прекарват медения си месец в Швейцария и Италия на геоложка обиколка.
През 1840-те години Лайъл заминава за САЩ и Канада и пише две популярни пътешественически книги: Travels in North America (1845) и A Second Visit to the United States (1849). През 1866 г. е избран за чуждестранен член на Кралската шведска академия на науките. След Големия пожар в Чикаго през 1871 г. Лайъл е един от първите дарители на книги за основаване на Публичната библиотека на Чикаго.
Съпругата на Лайъл умира през 1873 г., а през 1875 г. умира и самият той. Погребан е в Уестминстърското абатство.

## Кариера и известни трудове
Лайъл разполага със собствени средства и печели допълнително като автор. През 1830-те години работи като професор по геология в Кингс Колидж в Лондон. По това време книгите му започват да му носят както доходи, така и известност. Всяка от трите му големи книги представлява труд, който постоянно се надгражда. И трите преминават през множество издания, макар много от приятелите му (в това число и Дарвин) да смятат, че първото издание (от общо дванадесет) на Principles е най-добре написаното. Лайъл използва всяко издание за да включва допълнителни материали, да пренарежда вече наличните материали и да преразглежда старите заключения на фона на новите доказателства.
Principles of Geology, първата Книга на Лайъл, е най-известната, най-влиятелната и най-важната негова книга. Първоначално публикувана в три тома през 1830 – 1833 г., тя установява Лайъл като важен геоложки теоретик и предлага за разглеждане доктрината на униформизма. Представлява синтез, подкрепен от неговите собствени наблюдения от пътешествията му.
Централният аргумент в Principles е, че настоящето е ключът към миналото – концепция на Шотландското просветление, която Дейвид Хюм формулира като „всички изводи от опита предполагат, че бъдещето ще прилича на миналото“, а Джеймс Хътън описва през 1788 г. като „от това, което всъщност е било, имаме данни да заключим относно това, което ще се случи“. Геоложките останки от далечното минало могат и би следвало да се обясняват чрез геоложките процеси, които са в ход днес. Интерпретацията на Лайъл на геоложката промяна като постепенно натрупване на миниатюрни промени в хода на много дълго време силно повлиява на младия Чарлз Дарвин. Лайъл поисква от Робърт Фицрой, капитан на HMS Бигъл, да търси ератически валуни по време на второто пътешествие на кораба и малко преди да потегли Фицрой дава на Дарвин том първи на първото издание на Principles. Когато корабът достига първата си спирка при Сантяго, Кабо Верде, Дарвин открива скални образувания, които чрез погледа на Лайъл му дават революционно прозрение относно геоложката история на острова – знания, които прилага и в по-късните си пътешествия.
Докато е в Южна Америка, Дарвин получава и втори том, който разглежда някои от идеите на Жан-Батист Ламарк. Лайъл отхвърля идеята на Ламарк за органична еволюция, като вместо това предлага „центрове на сътворение“, за да обясни разнообразието и местообитанието на видовете. Въпреки това, много от писмата му показват, че той е бил относително отворен към идеята на еволюцията. По отношение на геологията, Дарвин е в известна степен последовател на Лайъл, споделяйки идеи относно образуването на атолите, които подкрепят униформизма на Лайъл. След като Бигъл се връща през октомври 1836 г., Лайъл кани Дарвин на вечеря, след която става близки приятели. Въпреки че Дарвин дискутира идеите на еволюцията с него от 1842 г., Лайъл продължава да отхвърля тази идея във всяко от първите девет издания на Principles. Той поощрява Дарвин да публикува своите трудове, а след публикуването на Произход на видовете през 1859 г. Лайъл най-накрая дава безразличното си одобрение на еволюцията в десетото издание на Principles.
Elements of Geology започва като четвърти том на третото издание на Principles – Лайъл иска книгата да служи като подходящо полево ръководство за студенти по геология. Систематичното и фактологично описание на геоложките образувания от различни времена, което се съдържа в Principles, расте толкова много, че Лайъл го разделя в Elements през 1838 г. Книгата преминава през шест издания, накрая нараствайки до два тома и престава да бъде евтин и преносим наръчник, каквато е първоначалната идея на Лайъл. По-късно Лайъл издава сбитата Student's Elements of Geology, която изпълнява първоначалната му цел.
Geological Evidences of the Antiquity of Man събира заедно възгледите на Лайъл относно три ключови теми от геологията през кватернер: ледниците, еволюцията и възрастта на човешката раса. Публикувана за пръв път през 1863 г., книгата преминава през три издания същата година, като четвъртото и последно издание излиза през 1873 г. Книгата широко се счита за разочарование, поради неясното отношение на Лайъл към еволюцията. Лайъл, бидейки набожен християнин, среща големи затруднения при съчетаването на убежденията си с естествения отбор.